# 小行星28396
小行星28396（28396 Eymann）是一颗绕太阳运转的小行星，为主小行星带小行星。该小行星于1999年9月13日发现。

## 轨道参数
小行星28396的轨道半长轴为2.3422408 UA，离心率为0.126。